# الوشم (منطقة)
الوشم أحد الأقاليم التاريخية التي كانت تتألف منها منطقة نجد في المملكة العربية السعودية، أورد الفيروز آبادي (729-817هـ) في القاموس المحيط، والزبيدي (1145-1205هـ) في تاج العروس، ما خلاصته: بأن الوشم
بلد قرب اليمامة ذو نخل، به قبائل من ربيعة ومضر، كما في الصحاح بينه وبين اليمامة ليلتان، واستشهد الزبيدي بقول زياد ابن منقذ :
والوشم قد خرجت منه وقابلها	*	من الثنايا لم أقلها ثرم
وفي المحكم :
الوشم في قول الشاعر جرير (28-110هـ) :
عفت قرقري والوشم حتى تنكرت * 	أواريها والخيل ميل الدعائم

## بلدانه
- مرات
- أثيثية
- أشيقر
- البرة
- ثرمداء
- الجريفة
- الداهنة
- ساجر
- شقراء
- الصوح
- العويند
- الفرعة
- القرائن
- القصب (والحّريق والمشاش)

## تاريخ
لم يعرف تاريخ الوشم بالتحديد وقد قال المؤلف / محمد بن إبراهيم بن عبد الله العمار في كتابه (هذه بلادنا ـ شقراء) ان الشاعر الأموي زياد بن منفذ نحو عام 100هـ قد مر على مدينة شقراء وذكرها في قصيدته الميمية ومنها قوله:
متى أمر على الشقراء معتسفـا * خل النقا بمروح لحمها زيـم
والوشم قد خرجت منه وقابلها * من الثنايا التي لم أقلها ثـرم
كان الوشم في العصر الجاهلي مسكناً لبني تميم وبني لام
وقد سكنه غيرهم كبني زيد وبني خالد وبني عائذ، وقد نبغ منه شعراء كثيرون في العصر الجاهلي
وصدر الإسلام، علقمة الفحل ذكر ثرمداء في شعره، وجرير كذلك .
وكما تعتبر تربة الوشم تربة خصبة جيدة للزراعة.

## مراحل دخول الوشم تحت حكم الملك عبد العزيز
مرحلة ضم الوشم
- معركة ثرمداء الأولى
- حرب شقراء
- معركة ثرمداء الثانية
- معركة ثرمداء الثالثة

مرحلة تأمين الوشم من البلدان المجاورة
- معركة الروضة
- معركة فيضة السر (وقعة ابن جراد)

مرحلة وقائع ما بعد ضم الوشم
- معركة الفروق
- معركة السحيق
- معركة خب الرضم.[1]

## انظر ايضاً
- الرياض
- ثادق

## وصلات خارجية
- .. منارة العلم وبلاد الذهب الأبيض وموطن الشعراء والمبدعين على مر العصور.
- حتى لا يندثر اسم (سدير).